# Chambre de commerce et d'industrie Pau Béarn

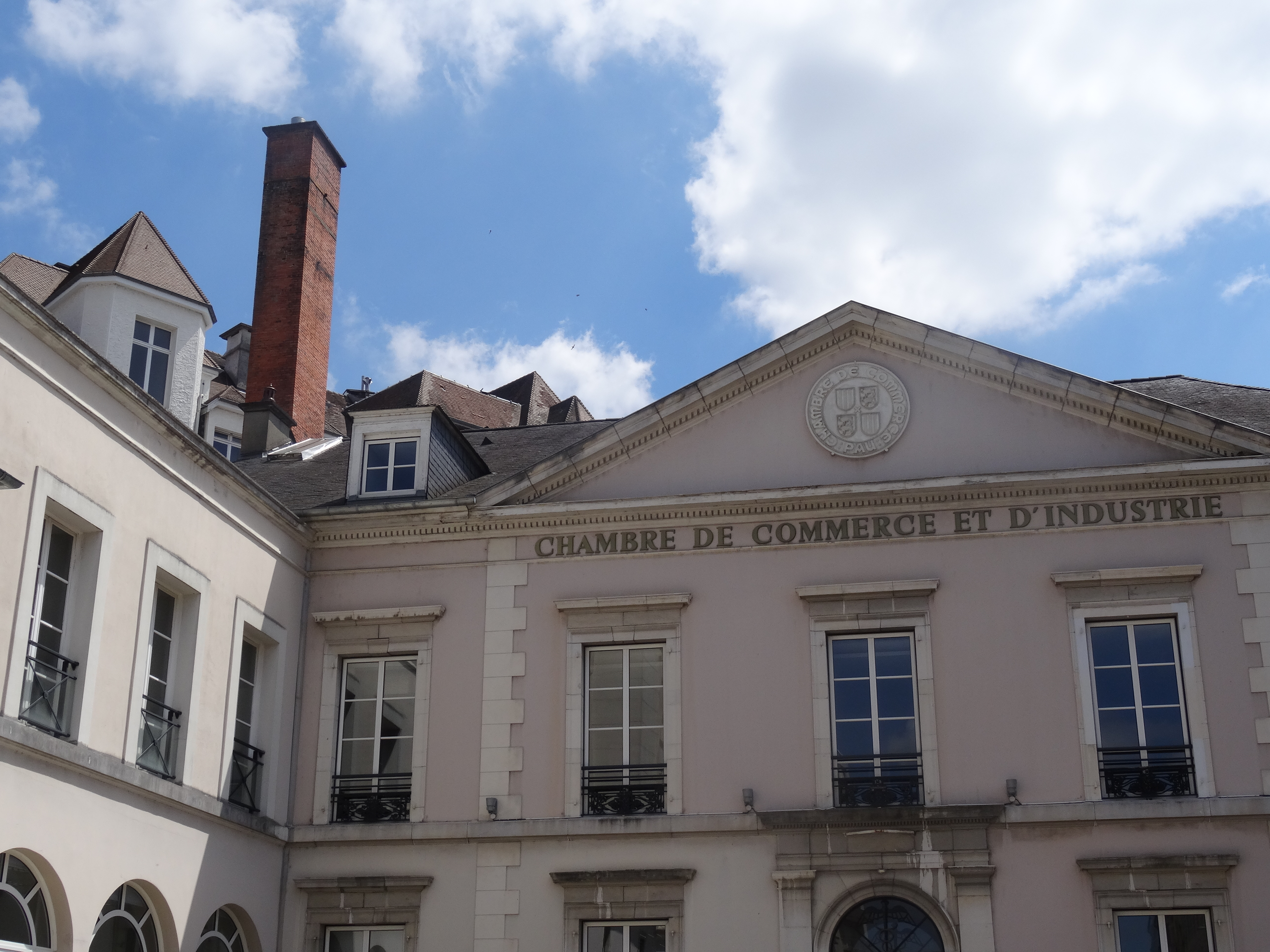
Siège de la CCI Pau Béarn

La chambre de commerce et d'industrie Pau Béarn est l'une des deux CCI du département des Pyrénées-Atlantiques (la seconde étant la chambre de commerce et d'industrie de Bayonne Pays basque). Son siège est à Pau au 21, rue Louis Barthou. Elle dispose d'une antenne à Oloron-Sainte-Marie (centre d'activités économiques, 6 avenue de la Gare).
Elle fait partie de la chambre de commerce et d'industrie de région Nouvelle-Aquitaine.

## Missions
La CCI Pau Béarn est un organisme chargé de représenter les intérêts des 18 000 entreprises commerciales, industrielles et de service (2021) du Béarn (partie du département des Pyrénées-Atlantiques). C'est un établissement public, géré par des chefs d'entreprises élus, qui a pour mission d'épauler les entreprises de son territoire. La gestion de certains équipements est aussi de son ressort.
Comme toutes les CCI, elle est placée sous la tutelle du préfet de région.

### Gestion d'équipements
- Aéroport Pau-Pyrénées situé à Uzein, à 17 km au nord-ouest de Pau

### Centres de formation
- Groupe ESC Pau : forme des étudiants en formation initiale et des salariés d'entreprises en formation continue aux métiers du management  www.esc-pau.fr
- Centre national professionnel pour la commercialisation des articles de sport et loisir[1] : CNPC à Lescar, Grenoble, Paris, Miramas, Nantes : forme aux métiers traitant des aspects commerciaux et techniques du monde du sport.

### Service aux entreprises
- appui aux créations, reprises et transmissions d'entreprises en apportant des conseils sur mesure et en mobilisant son réseau ;
- accompagnement des entreprises de façon individuelle et collective ;
- développement de partenariats économiques	;
- conseil et information auprès des collectivités en matière de développement économique.

## Historique
1947 : création d'une chambre de commerce à Pau limitant ainsi la circonscription de celle de Bayonne à l'arrondissement administratif

1948 : création de l'aéroport douanier au Pont long puis construction d'une piste à Pau Uzein

1962 : création de l'ESC Pau, Ecole Supérieure de Commerce
1964 : Création des chambres Régionales de Commerce et d'Industrie - Création de l'Assemblée Permanente des chambres de commerce qui deviendra l'ACFCI

1969 : création du centre de formation des techniciens de la vente qui deviendra IPC, Institut de Promotion Commerciale, en 1972

1981 : création d'un IPC Sport et Loisirs, CNPC Sport, concept unique qui s'étend en France
1983 : Création du CFE, centre de formalités des entreprises

2002 : la CCI Pau Béarn reçoit les certificats ISO 9001 version 2000 pour la quasi-totalité de ses services - Ouverture de l'aérogare actuelle
2005 : La certification ISO 9001 version 2000 est étendue à l'ensemble des services et antennes

2007 : création du syndicat mixte pour l'Aéroport Pau Pyrénées

2011 : l'IPC rejoint le Groupe ESC Pau - Le CNPC ouvre une antenne à Paris

### logo

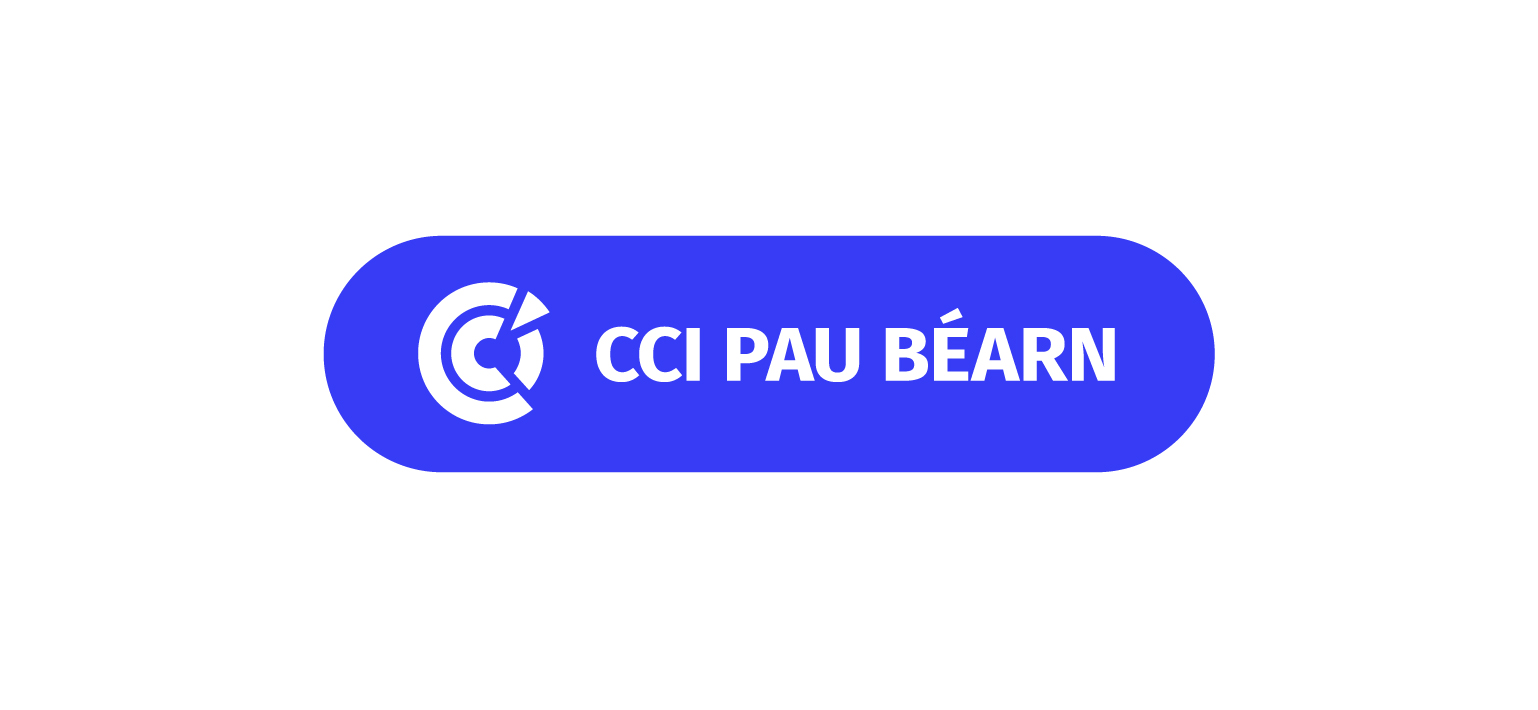